# Левенштајн
Левенштајн (њем. Löwenstein) град је у њемачкој савезној држави Баден-Виртемберг. Једно је од 46 општинских средишта округа Хајлброн. Према процјени из 2010. у граду је живјело 3.124 становника. Посједује регионалну шифру (AGS) 8125059.

## Географски и демографски подаци
Левенштајн се налази у савезној држави Баден-Виртемберг у округу Хајлброн. Град се налази на надморској висини од 385 метара. Површина општине износи 23,5 km². У самом граду је, према процјени из 2010. године, живјело 3.124 становника. Просјечна густина становништва износи 133 становника/km².